# Зеленецкий, Николай Михайлович
Николай Михайлович Зелене́цкий (1859—1923) — русский ботаник — флорист и геоботаник, профессор Новороссийского университета, исследователь растений Крыма.

## Биография
Родился в Нижнем Новгороде 26 января (7 февраля) 1859 года, в семье потомственных дворян. Учился в нижегородской гимназии, в 1881 году поступил на естественнонаучное отделение физико-математического факультета Петербургского университета. В 1884 году перешёл в одесский Новороссийский университет, который окончил в 1887 году со степенью кандидата естественных наук.
С 1888 года заведовал ботаническим кабинетом в Новороссийском университете, в 1889 году, став магистром, был назначен приват-доцентом. В диссертации магистра рассматривал флористический состав растений Крыма, привёл для полуострова 1320 видов сосудистых растений. С 1915 года преподавал в звании экстраординарного профессора, с 1917 году являлся профессором на медицинском факультете, с 1919 года — на физико-математическом факультете.
В 1894—1896 и 1900 годах посетил гербарии Вены, Берлина, Парижа.
С 1906 года преподавал на Одесских высших женских курсах.
Скончался 23 апреля 1923 года в Одессе. Гербарий учёного, насчитывающий около 9000 листов, был куплен Никитским ботаническим садом.

## Некоторые публикации
- Зеленецкий, Н. М., Таиров, Е. В. Амурский виноград. — Одесса, 1898. — 37 с.
- Зеленецкий, Н. М. Материалы для флоры Крыма // Записки Новороссийского университета. — Одесса, 1906. — Т. 102. — С. 49—526.
- Зеленецкий, Н. М. Петр Симон Паллас, его жизнь, научная деятельность и роль в изучении растительности России // Записки Новороссийского общества естествоиспытателей. — Одесса, 1916. — Т. XLI. — С. 36—106.

## Растения, названные именем Н. М. Зеленецкого
- Galium zelenetzkii Klokov, 1961 — Galium calcareum (Albov) Pobed., 1958 — Подмаренник известняковый
- Solanum zelenetzkii Pojark., 1955 — Паслён Зеленецкого
- Thymus zelenetzkyi Klokov & Des.-Shost., 1936 — Thymus roegneri K.Koch, 1849 — Тимьян Рёгнера